# Грязновка (приток Паозера)
Грязновка — река в России, протекает в Шабалинском районе Кировской области. Устье реки находится в 34 км по левому берегу реки Паозер. Длина реки составляет 15 км, площадь водосборного бассейна 37,9 км².
Исток находится южнее деревни Зотовцы в 15 км к северо-западу от посёлка Ленинское. Река течёт на северо-восток, впадает в Паозер на северной окраине села Новотроицкое.

## Данные водного реестра
По данным государственного водного реестра России относится к Верхневолжскому бассейновому округу, водохозяйственный участок реки — Ветлуга от истока до города Ветлуга, речной подбассейн реки — Волга от впадения Оки до Куйбышевского водохранилища (без бассейна Суры). Речной бассейн реки — (Верхняя) Волга до Куйбышевского водохранилища (без бассейна Оки).
Код объекта в государственном водном реестре — 08010400112110000040717.